# Castronuevo de Esgueva
Castronuevo de Esgueva település Spanyolországban, Valladolid tartományban. Castronuevo de Esgueva Renedo de Esgueva, Valladolid, Cabezón de Pisuerga, Villarmentero de Esgueva és Villabáñez községekkel határos. Lakosainak száma 393 fő (2024).

## Népesség
A település népessége az utóbbi években az alábbiak szerint változott:
| Lakosok száma | 324  | 337  | 370  | 388  | 378  | 386  | 385  | 369  | 394  | 393  |
|               | 2001 | 2004 | 2007 | 2009 | 2012 | 2014 | 2017 | 2019 | 2022 | 2024 |